# Середиш
Середи́ш (рос. Середыш) — присілок у складі Орічівського району Кіровської області, Росія. Входить до складу Спас-Талицького сільського поселення.
Населення становить 19 осіб (2010, 13 у 2002).
Національний склад станом на 2002 рік — росіяни 92 %.